# 基拉內山 (帕拉蒂亞區)
15°21′29″S 70°47′31″W / 15.35806°S 70.79194°W
基拉內山（Kirani），是秘魯的山峰，位於該國東南部普諾大區，由蘭帕省的帕拉蒂亞區負責管轄，屬於安地斯山脈的一部分，海拔高度5,000米。